# Garelli Bonanza 25
Garelli Bonanza 25 (auch: Garelli Moto-Bonanza 25) war ein Mofa-Modell des italienischen Herstellers Garelli, das zwischen 1971 und 1979 produziert wurde. Es gehörte zur Kategorie der einsitzigen Leichtmofas und war für eine Höchstgeschwindigkeit von 25 km/h ausgelegt. Das Modell war vor allem in Deutschland und Italien populär und wurde häufig als Freizeitfahrzeug verwendet. Den Import für den deutschsprachigen Raum übernahm Hinterberger (Wien); in Deutschland vertrieb der Neckermann Versand das Mofa unter dem Namen „Neckermann-Mini-Bike >>Moto-Bonanza<<“.

## Geschichte
Die Garelli Bonanza 25 wurde zu Beginn der 1970er Jahre als kompaktes Freizeitmofa für Jugendliche und Erwachsene entwickelt. Charakteristisch war sein einklappbarer Lenker, der den Transport in Kraftwagen erleichterte. In den ersten Modelljahren hatte das Mofa Drahtspeichenräder, die später durch Aluminiumgussräder („mag wheels“) des italienischen Herstellers Grimeca ersetzt wurden. Es existierten Varianten mit einem 1-Gang-Automatikantrieb, mit 2-Gang-Automatik sowie mit 2-Gang-Handschaltung.
Die Lackierung variierte je nach Baujahr: Anfangs dominierte eine zweifarbige Kombination aus Orange und Pastellweiß, in späteren Jahren war das Modell meist einfarbig orange (RAL 2011) lackiert. Gegen Ende der Produktionszeit wurden Modelle in Silbermetallic mit schwarzem Rahmen ausgeliefert.

## Technik
Das Mofa hatte den neuentwickelten 49-cm³-Zweitaktmotor aus der sogenannten „G“-Motorenfamilie mit geradlinigeren Kühlrippen am Zylinder und Zylinderkopf statt der früheren runden Formen der Typen 351/353/354/357.
Der Zylinder mit einem neuentwickelten Zylinderkopf bestand aus Grauguss. Die Leistung betrug zwischen 0,92 bis 1,3 PS. Ein Dell’Orto-SHA-14/12-Vergaser mit Kaltstartautomatik versorgte den Motor mit Kraftstoff (Verbrauch ca. 1,2 l/100 km). Die Motorschmierung erfolgte durch ein Kraftstoff-Öl-Gemisch (Ölanteil in der Einfahrzeit, 1 : 25, danach 1 : 33), die Getriebeschmierung durch Motoröl SAE 30. 
Das Vorderrad wurde an einer Teleskopgabel geführt, hinten war es eine Schwinge mit zwei Federbeinen. Das Fahrzeug hatte Trommelbremsen an beiden Rädern. Das Leergewicht betrug 59 kg; der Tank fasste 8,5 Liter.

## Technische Daten
Die folgenden technischen Daten beziehen sich auf das Modell mit 1-Gang-Automatikgetriebe und Schwungmagnetzündung:
| Merkmal                         | Angabe                                                    |
| ------------------------------- | --------------------------------------------------------- |
| Motor                           | Einzylinder-Zweitaktmotor                                 |
| Hubraum                         | 49 cm³                                                    |
| Bohrung × Hub                   | 40 mm × 39 mm                                             |
| Verdichtung                     | 6 : 1                                                     |
| Leistung                        | 0,92 PS (0,68 kW) bei 3000/min                            |
| Zündung                         | Schwungmagnetzündung, 6 V / 18 W                          |
| Zündzeitpunkt                   | 18° bzw. 2 mm vor OT                                      |
| Unterbrecherkontaktabstand      | 0,35 – 0,45 mm                                            |
| Elektrodenabstand der Zündkerze | ca. 0,5 mm                                                |
| Kupplung                        | Fliehkraftkupplung im Ölbad, montiert auf der Kurbelwelle |
| Hinterradantrieb                | Kette ½ × 6,9 mit Rolle 7,8                               |
| Vergaser                        | Dell’Orto SHA 14/12, halbautomatische Startvorrichtung    |
| Reifengröße (vorn/hinten)       | 3,00 × 10"                                                |
| Tankinhalt                      | 8,5 l                                                     |
| Elektrische Anlage              | Scheinwerfer 6 V / 15 W (vorn und hinten)                 |

## Besonderheiten
Das Mokick war auch für den einfachen Transport im Pkw (Kombi) oder Wohnmobil geeignet. Der Lenker konnte mit wenigen Handgriffen abgeschraubt werden, sodass das Fahrzeug bequem in einen Kfz passte. Diese Eigenschaften machten das Mofa besonders für Freizeitfahrer attraktiv, die das Fahrzeug etwa im Urlaub transportieren wollten.

## Varianten
Im Laufe der Bauzeit wurden mehrere Getriebevarianten angeboten:
- 1-Gang-Automatik (Einsteigervariante)
- 2-Gang-Automatik
- 2-Gang-Handschaltung

Je nach Markt und Zulassungsbestimmungen konnten sich die technischen Daten geringfügig unterscheiden.

## Farbvarianten
- 1971–ca. 1974: Orange/Pastellweiß
- ca. 1975–1977: Einfarbig orange
- ca. 1978–1979: Silbermetallic (Tank und Seitendeckel), Rahmen in Schwarz